# Mihule říční
Mihule říční (Lampetra fluviatilis) je živočich z třídy mihulí. Žije v celé Evropě, od Středozemního moře po finská jezera. Parazituje na rybách.

## Popis
Mihule říční dorůstá maximální délky asi 40 centimetrů. Má tmavě modrý až šedozelený hřbet a boky. Břicho je stříbřitě bílé. Během tření dostává tělo bronzový nádech.

## Život a potrava
Mihule říční se hojně vyskytují při evropských březích od jižní Skandinávie po jižní Evropu. Vyskytuje se ve Středozemním i v Baltském moři. Sladkovodní forma je známa i z Ladožského a Oněžského jezera. V ČR její výskyt v současné době není, ale ještě koncem 20. století táhla do ČR tato mihule hojně Labem ze Severního moře. Vlivem vodních staveb a průmyslového znečištění vodních toků její tahy ustaly.
V září až listopadu vystupuje z moře vysoko proti proudu řek až do horních toků. Od února do května se tře. Za tahu nepřijímá potravu a po vytření hyne. Larvální stadium trvá 3 až 4 roky; slepé larvy se nazývají minohy, nemají přísavku a žijí v nánosech bahna na dně potoků a v klidnějších zátočinách. Živí se rozpadajícími organickými látkami. Když dosáhnou délky okolo 15 centimetrů, tak se mění v typické mihule s očima a charakteristickou ústní nálevkou. Táhnou v březnu po proudu řek do moře. Cizopasí na drobnějších mořských rybách (mladých sledích apod.).